# To Whom It May Concern (album des Bee Gees)
Pour les articles homonymes, voir To Whom It May Concern.
Albums de Bee Gees
Trafalgar
(1971) Life in a Tin Can
(1973)
To Whom It May Concern est un album des Bee Gees sorti en 1972 ; leur huitième sortie internationale, et leur dixième en tout. "Run to me" est le seul hit de cet album puisqu'il se classe 16e en Angleterre et 9e aux États-Unis.

## Titres
Toutes les chansons sont de Barry Gibb, Robin Gibb et Maurice Gibb, sauf indication contraire.
1. Run to Me – 3:13
2. We Lost the Road (B. Gibb, R. Gibb) – 3:28
3. Never Been Alone (R. Gibb) – 3:15
4. Paper Mache, Cabbages and Kings – 5:01
5. I Can Bring Love (B. Gibb) – 2:07
6. I Held a Party – 2:37
7. Please Don't Turn out the Lights – 2:01
8. Sea of Smiling Faces – 3:09
9. Bad Bad Dreams – 3:49
10. You Know It's for You (M. Gibb) – 2:58
11. Alive (B. Gibb, M. Gibb) – 4:04
12. Road to Alaska – 2:41
13. Sweet Song of Summer – 5:07

## Personnel
Bee Gees
- Barry Gibb : chant, guitare acoustique
- Robin Gibb : chant
- Maurice Gibb : chant, basse, guitare acoustique, piano, orgue, Mellotron, clavecin, mandoline, Moog sur  "Sweet Song of Summer", chant sur "You Know It's For You"
- Geoff Bridgford : batterie sur "We Lost the Road", "Paper Mache, Cabbages and Kings," et "Alive"

Personnel additionnel
- Alan Kendall : guitares acoustique et électrique, guitare solo sur "Bad Bad Dreams" et "Road to Alaska"
- Clem Cattini : batterie (sauf sur "We Lost the Road", "Paper Mache, Cabbages and Kings," et "Alive")
- Bill Shepherd : arrangement des cordes
- Mike Vickers :  ingénieur du synthétiseur sur "Sweet Song of Summer")